# Self-efficacy
Self-efficacy (do češtiny se jen výjimečně překládá například jako vnímání vlastní účinnosti, vnímaná osobní účinnost,) je psychologický koncept kanadsko-amerického psychologa Alberta Bandury.
Koncept je zkoumán zejména v rámci sociální psychologie a psychologie osobnosti vedle dalších „self“ konceptů jako self-esteem, self-evaluation a dalších. Self-efficacy je definované jako sebedůvěra ve vlastní schopnosti, sebeúčinnost, sebeuplatnění, přesvědčení o vlastní způsobilosti plánovat a jednat způsobem nezbytným k dosažení nějakého cíle, zvládnutí nějaké situace či úkolu v nejširším slova smyslu.

## Vznik pojmu
Pojem self-efficacy vznikl jako psychologický koncept kanadsko-amerického psychologa Alberta Bandury, který do psychologie přinesl myšlenku, že víru lidí v jejich účinnost ovlivňují čtyři hlavní zdroje sugestivity, mezi které patří zkušenosti s ovládáním, zprostředkované zkušenosti, společenské přesvědčování a emoční stavy. Koncept vychází z faktu, že se konstrukt sebeúčinnosti odlišuje od hovorového slova "důvěra". Teorie sociálního učení, kterou teoretizuje Albert Bandura, předpokládá, že lidé se učí jeden od druhého pozorováním, opakováním, napodobováním a modelováním. Teorie je považována za průnik mezi teoriemi chování a kognitivního učení, protože vplývá na tři důležité složky - pozornost, paměť a motivaci.

## Obecné charakteristiky
Vnímání vlastní účinnosti se vztahuje k přesvědčení individua o kontrole nad událostmi, o možnosti ovlivňovat svůj život. Pocit, že jsem schopen řídit chod dění, je spojován s představou lepšího zvládání životních těžkostí. Vysoké očekávání vlastní účinnosti působí na tvorbu optimistických postojů, přispívá k interpretaci těžkých úkolů jako výzev a souvisí s kvalitou života. Lze říci, že tam, kde se lidé domnívají, že jsou s to kontrolovat chod dění, lépe zvládají vlastní emocionální stav a také se staví čelem nepříznivým životním událostem.
Oproti tomu nízká vnímaná vlastní účinnost je považována za osobnostní rys, který zakládá psychickou zranitelnost – tendenci k depresím a k podléhání stresu. Tito lidé trpí sebeobviňováním za vlastní špatnost, ztrácejí víru v sebe, snadno všechno vzdávají. Žijí s pocitem beznaděje, stávají se oběťmi, zaměřují se na pochybnosti a přicházejí postupně také o sociální podporu. Často se tyto příznaky v bludných kruzích ještě zesilují. Čím méně člověk věří, že svou činností může dosáhnout nějakého výsledku, tím menší má podnět, aby něco udělal.
Lidé s vyšším odhadem vlastní účinnosti též aspirují na vyšší cíle, jsou vytrvalejší ve svém snažení a celkově odolnější vůči neúspěchům. Sečteno a podtrženo je vnímaná osobní účinnost v našem kulturním okruhu důležitou podmínkou spokojeného prožití života.
Ve vývoji dítěte se nemění pouze jeho vnímání vlastní účinnosti. Mění se i vnímání jeho schopností rodiči a později širším sociálním okolím. Rodiče podporující aktivitu dítěte zvyšují jeho kompetence a naopak získané dovednosti dítěte zpětně způsobí, že je rodiči vnímáno jako schopnější. Dítě se širší zkušeností přitom chápe lépe sebe a své běžné prostředí. Tato znalost mu umožňuje realističtěji posoudit svou účinnost v dílčích oblastech činnosti.

## Všeobecná charakteristika
Úroveň sebeúčinnosti se připisuje k úrovni lidské seberegulace. Seberegulace je dále vnímána jako důvěra a víra v lidské myšlení, rozhodování nebo kontrola nad chováním osobnosti člověka v nejširším smyslu slova. Pocit sebeúčinnosti hraje v životech lidí velmi důležitou roli protože je odrazem jak člověk přistupuje k cílům, či svým povinnostem. Obecně lidé s pozitivní úrovní seberegulace mají sebevědomou, cílevědomou povahu, v životě dosahují více úspěchů a na těžké životní události vědí reagovat s chladnou hlavou. Základními pilíři jejich charakteristiky jsou vytrvalost, vysoká aspirace, tvrdá práce, motivace, kreativita, zručnost i odolnost vůči neúspěchům. Je to účinný postoj podporující nejen vnitřní individuální zájem jedince o určitou činnost, ale i vysoké nasazení v realizaci činnosti. Naopak nízká úroveň sebeúčinnosti vede k zranitelnosti psychiky, která je propojena s tendencí podlehnutí psychickým poruchám, viz příklady- deprese, stres, užívání psychotropních a omamných látek. Při nedostatečné víře v sebe samého, člověk trpí sebeobviňováním, pochybnostmi a ve všem vidí jen jedno východisko - beznaděj. Základními příznaky jsou nepřipravenost, úzkost, napětí a strach z nepříznivých výsledků složitých situací, které mají vliv na každodenní život a vedou ke ztrátě sociální podpory nebo až k celkovému emocionálnímu úpadku. Čím měně se ve svých myšlenkách a vízech zaměřuje na určitý cíl, tím menší má motivaci něčemu se věnovat.

## Self-efficacy vs. pracovní prostředí
Výraz self-efficacy se v zahraniční odborné literatuře často přirovnává k pracovnímu prostředí, ke schopnosti dosáhnout v určité činnosti cíl. Je důležité,  jako dopadá na život člověka, protože má výrazný vliv na provádění aktivit, myšlenkové pochody a emocionální stav. Přesvědčení o vlastních schopnostech silně určuje i profesní životní cestu, kterou si zvolíme (Bandura, 1994). Vytváří se v období dospívání, později se prohlubuje v dospělosti. Plnoletost do velké míry souvisí s uvědomováním si kontroly nad vlastními rozhodnutími a jejich směrováním. Tento pocit vědomí vlastní účinnosti vystihuje pojem self-efficacy. Každý se snaží vykonávat pracovní aktivitu co nejproduktivnější, aby dosáhl co největší úspěch a zisk. Sociální kognitivní teorie vysvětluje, že zaměstnanci používají pět nejzákladnějších schopností k dosažení očekávaného výkonu. Jsou to schopnosti symbolizující, předvídaví, pozorovací, samoregulační a sebereflektivní. Vývin sebereflexe mladého člověka je v 21. století doprovázen vysokými nároky. Je žádoucí, aby lidé věnovali zvýšenou pozornost zejména rozvoji schopností ve vztahu k budoucímu povolání, uplatnění se na trhu práce, či pracovním činnostem, které budou v budoucnu vykonávat. Rapidně vyvíjející se doba technologií se neustále mění a jí také struktura nároků dopadající na jednotlivé profese. Dá se jen konstatovat, že význam schopností a vloh se zvyšuje, a proto je nutné tyto schopnosti poznávat a následně je rozvíjet.

## Osobnostní předpoklady
Psychologie práce se obecně zabývá rozborem osobních předpokladů výkonnosti člověka, které self-efficacy lidí ovlivňují v nejužším smyslu slova. Je to soubor schopností člověka, mezi které řadíme tělesné a duševní schopnosti pro vykonávání pracovní činnosti, odbornou připravenost (kvalifikační úroveň), morální charakterový profil, etapa životní kariéry a v neposlední řadě i zdravotní stav. Je důležité si uvědomit, že tak jako každý má vrozené osobnostní předpoklady, rovněž ví určité fyzické a psychické osobnostní předpoklady během života získat.

## Faktory ovlivňující vlastní účinnost
Albert Bandura ve své teorii vysvětluje čtyři faktory dopadající na vlastní účinnost.
1. Zkušenost - Schopnost zvládnout stanovený cíl je nejvýznamnějším faktorem určujícím sebereflexi lidí. Je vyjádřen jednoduchou psychologickou rovnicí, která poukazuje na fakt, že dosažení úspěchu posiluje self-efficacy a naopak selhání ji zeslabuje. Toto tvrzení ve svém zkoumání vyslovil filozof Erik Erikson: "Děti nelze oklamat prázdnou chválou a blahosklonným povzbuzení. Možná budou musela Přijmout umělé posíleni své sebeúcty místo necelá lepšímu, ale to, čemu říkám jejich narůstající ego identita, získává Skutečná sílu pouze z celého srdce a důsledné uznávaného skutečného úspěchu, tedy úspěchu, který má v jejich kultuře smysl."[5]
2. Zprostředkovaná zkušenost - Tato zkušenost je založena na mechanismu tzv. procesu vzhlédnutí. V zkráceném významu slova, pokud je někdo ve svém životě úspěšný a daří se mu v určitých činnostech, které zajímají i nás, automaticky k němu vzhlížíme. Je to moment, kdy si člověk uvědomí, že pokud to dokázal někdo jiný, možná to dokáže i on. Je to nejúčinnější faktor self-efficacy a v literatuře psychologie je označen termínem modelování.
3. Sociální přesvědčování - Tento faktor seberegulace je většinou zapříčiněn vlivem jiných lidí či společnosti. V tomto případě rozlišujeme dva typy sociálního přesvědčování- podporování nebo odrazování.  Je obecně prokázáno, že odrazování je účinnější faktorem, protože lidé pro svou self-efficacy nemusí vynaložit žádnou energii, prostě jen ve výkonné činnosti stoupnou.
4. Fyziologické faktory - V širším slova smyslu jde víru člověka v důsledku fyziologické reakce, která vytváří změnu v sebereflexi, spíše než dojde ke vzniku samotné fyziologické odpovědi. Mezi takové fyziologické faktory obvykle patří tzv. "motýli v břiše", stres, nevolnost, tréma nebo strach.

## Možné aplikace

### Akademický kontext
Existuje několik aplikací do běžného života. Pokud se na tuto záležitost podíváme z pohledu rodičů a rodin, pokud budou rodiče věřit, že jejich dítě je schopno mít větší akademické výsledky, než má a mají ambice, aby jejich dítě tyto výsledky mělo. Dítě bude jejich ambice sdílet a bude to mít na něj velice pozitivní vliv a podpoří to jeho samostatnou akademickou účinnost. Tyto aspekty, také vedou k prosociálnímu chování a snižují zranitelnost vůči pocitům marnosti a deprese

### STEM
Do STEM se řadí přírodovědné, technické, technologické a matematické obory. Sebeúčinnost se osvědčila jako užitečná pomoc pro vysokoškolské studenty právě v oborech STEM, aby získali přehled o svém karierním rozvoji. Vědci také uvedli, že sebeúčinnost matematiky předpovídá zájem o matematické obory více než výsledky dosažené v těchto oborech, nebo očekávání výsledků. Teorie sebeúčinnosti byla také aplikována, aby se zjistilo, proč jsou ženy nedostatečně zastoupeny v oborech STEM. Bylo zjištěno, že rozdíly mezi pohlavími v očekáváních sebeúčinnosti významně ovlivňuje karierní chování. Dále bylo zjištěno, že technická sebeúčinnost je rozhodujícím faktorem pro výuku počítačového programování.

## Self-efficacy v závislosti na motivaci a další faktory
Výzkumy naznačují velký pevný vztah mezi vnímanou sebeúčinností a motivací a dalšími faktory

### Motivace
Nejčastěji spojovaným faktorem se sebeúčinností je motivace. Motivaci často rozdělujeme do dvou kategorií, a to do vnitřní a vnější. Když je člověk motivovaný, má tendenci být aktivnější a považuje se za schopnějšího a lépe dosahuje cílů a s tím roste i sebeúčinnost. Sebeúčinnost dále ovlivňuje další spousta věcí jako je úsilí, vytrvalost a nebo emocionální reakce při dokončení úkolu.

### Výsledky výkonu
Sebeúčinnost se často spojuje s výsledky výkonů. Aby bylo možné posoudit vztah mezi sebeúčinností a výsledky výkonu byla stanovena stupnice pro měření přesvědčení studentů o sebeúčinnosti. Výsledky těchto stupnic byli poté srovnány s danými výsledky úkolů. Stupnice zahrnovala i další proměnné, ale ukázalo se, že jedinou statisticky významnou proměnou byla samoúčinnost.

### Zdraví
Podle Luszcnyské a Schwarzera má sebeúčinnost velký vliv i na zdravotní péči. Jednou z nejdůležitějších zásad u zdravotní péče je preventivní zdravotní péče. Prokázalo se, že lidé s větší vlastní účinností mají větší tendenci k preventivní zdravotní péči a k udržování zdravého chování. Je to velice důležitá věc. Tito lidé také v zásadě mají větší tendenci k potlačení nezdravých praktik a tedy i větší vůli s těmito věcmi něco dělat. Je tedy velice důležité u jakýchkoliv pacientů i podporovat jejich vlastní schopnosti dané věci změnit. Bylo zjištěno, že pokud se pacient vzdělá a jeho víra změnit dané okolnosti je povzbuzena, roste jeho sebeúčinnost a pravděpodobnost jeho vyléčení, či podpoření zdravých návyků.